# Крошечка-Хаврошечка (мультфильм, 2007)
«Крошечка-Хаврошечка» — российский мультфильм 2007 года, созданный на студии «Пилот». Режиссёр Инга Коржнева создала его на основе одноимённой русской народной сказки.
Мультфильм входит в цикл «Гора самоцветов». В начале мультфильма — пластилиновая заставка «Мы живём в России — Курск».

## Сюжет
Жила на белом свете семья, хорошая, работящая. Была у них корова Бурёнка и дочка Хаврошка. И жить бы им счастливо, горя не знать, да Смерть в доме постучалась. Пришла Смерть забрала родителей Хаврошечки и перенесла их на тот свет. Так Крошечка-Хаврошечка стала сиротой. Никого на белом свете, кроме коровы, у неё не осталось. А тем временем ехала мимо тётка Бобылиха. Смотрит: Корова! Хорошая, молодая, без хозяина! Надо взять! И девчонка в хозяйстве сгодится! И повела их в свою избушку, было у Бобылихи три дочери: Одноглазка, Двуглазка и Триглазка. А сироту она к тяжёлой работе приставила. Однажды заплакала девочка у колодца и услышала: «Хаврошечка, иди к корове. Она теперь твоя помощница.» Это родители Хаврошечки с того света ей голос подали, пришла ночью сирота к корове: «Бьют меня, Бурёнушка, журят, хлеба не дают и плакать не велят.» А корова отвечает: «Не плачь, Крошечка! Влезь мне в одно ушко, а в другое вылези.» Девочка так и сделала. Наутро сёстры её увидели и завопили: «Хаврошка-то красавицей стала». И подумала Бобылиха: «Как девчонка за одну ночь красавицей стала? Видно, Хаврошке помог кто-то!» И дала она девушке работу невыполнимую. А Одноглазку отправила следить за сиротой. Хаврошечка Одноглазке волосы расчесала, косу заплела и при этом напевала: «Спи глазок, усни глазок…» Одноглазка и уснула. А Хаврошечка влезла корове в одно ушко, в другое вылезла с готовой работой. Ничего Одноглазка так и не узнала. Забрала Баба Лиха у Хаврошечки работу, дала новую — ещё больше прежней. А Двуглазку отправила следить за сиротой. Хаврошечка и её усыпила. И Двуглазка ничего не узнала. Рассердилась Бобылиха, дала Хаврошечке столько работы, что и за целый год не справиться. А следить Триглазку отправила. Хаврошечка и Триглазке спела: «Спи глазок, спи второй…» Только забыла о третьем глазе. Вошла Хаврошечка в коровье ушко, увидела там выполненную работу. Утром Триглазка бабушке и доложила, что это корова помогает. Решила Бобылиха зарезать корову. Бурёнушка и говорит Хаврошечке: «Не плачь! Мяса моего не ешь, косточки собери и в землю закопай!» Хаврошечка всё исполнила. И выросла наутро яблоня. А в это время в соседнем лесу охотился царевич. Увидел он яблоню и захотелось ему яблочка. Выбежали сёстры, попытались яблоки сорвать, только ветви все поднялись. Вышла Хаврошечка, подставила передник и посыпались туда спелые яблоки. Угостила она царевича, съел он яблоко и влюбился в Хаврошечку. Посадил её к себе на коня, увёз к себе во дворец и жили они долго и счастливо. А на том свете родители Хаврошечки и корова Бурёнка радовались за неё.

## Создатели
| сценарист, режиссёр и художник       | Инга Коржнева |
| художник по фонам                    | Полина Новикова |
| композитор                           | Владимир Николаев |
| звкуооператор                        | Сергей Алмаев |
| сказку рассказала                    | Татьяна Кравченко |
| аниматоры                            | Яна Дронина, Алексей Зайцев, Юля Некипелова, Наташа Полетаева, Владимир Шевченко, Натаван Габибова                                |
| ассистент художника-постановщика     | Ольга Антоненкова |
| ассистент режиссёра                  | Оксана Фомушкина |
| художники                            | Мария Зайцева, Настя Захарова, Татьяна Ивонина, Наталья Константинова, Люда Потоцкая, Ольга Тачаева, Ира Ткаченко, Дина Хусяинова |
| съёмка и спецэффекты                 | Мария Кулланда, Оксана Фомушкина, Алексей Ганков                                                                                  |
| директор картины                     | Игорь Гелашвили |
| продюсер                             | Ирина Капличная |
| над пластилиновой заставкой работали | Александр Татарский, Сергей Меринов, Серафим Чёрный, Лев Землинский, Александр Леньков, Андрей Пучнин, Александра Левицкая        |
| художественный совет проекта         | Эдуард Назаров, Александр Татарский, Михаил Алдашин, Валентин Телегин, Георгий Заколодяжный                                       |
| руководитель проекта                 | Александр Татарский |
| генеральный продюсер проекта         | Игорь Гелашвили |

## Награды
- 2007 — Фестиваль «Анимакор» в Испании: Диплом жюри за новую версию «Крошечки-Хаврошечки» Инге Коржневой.[2]
- 2008 — Премия «Золотой орёл» за лучший анимационный фильм — «Гора самоцветов». Лауреатами премии стала группа режиссёров студии «Пилот»: Инга Коржнева («Крошечка-Хаврошечка»), Сергей Меринов («Куйгорож»), Елена Чернова («Заяц-слуга»), Марина Карпова («Медвежьи истории»), Леон Эстрин («Чепоги»).[3]